# Nieuwspoort

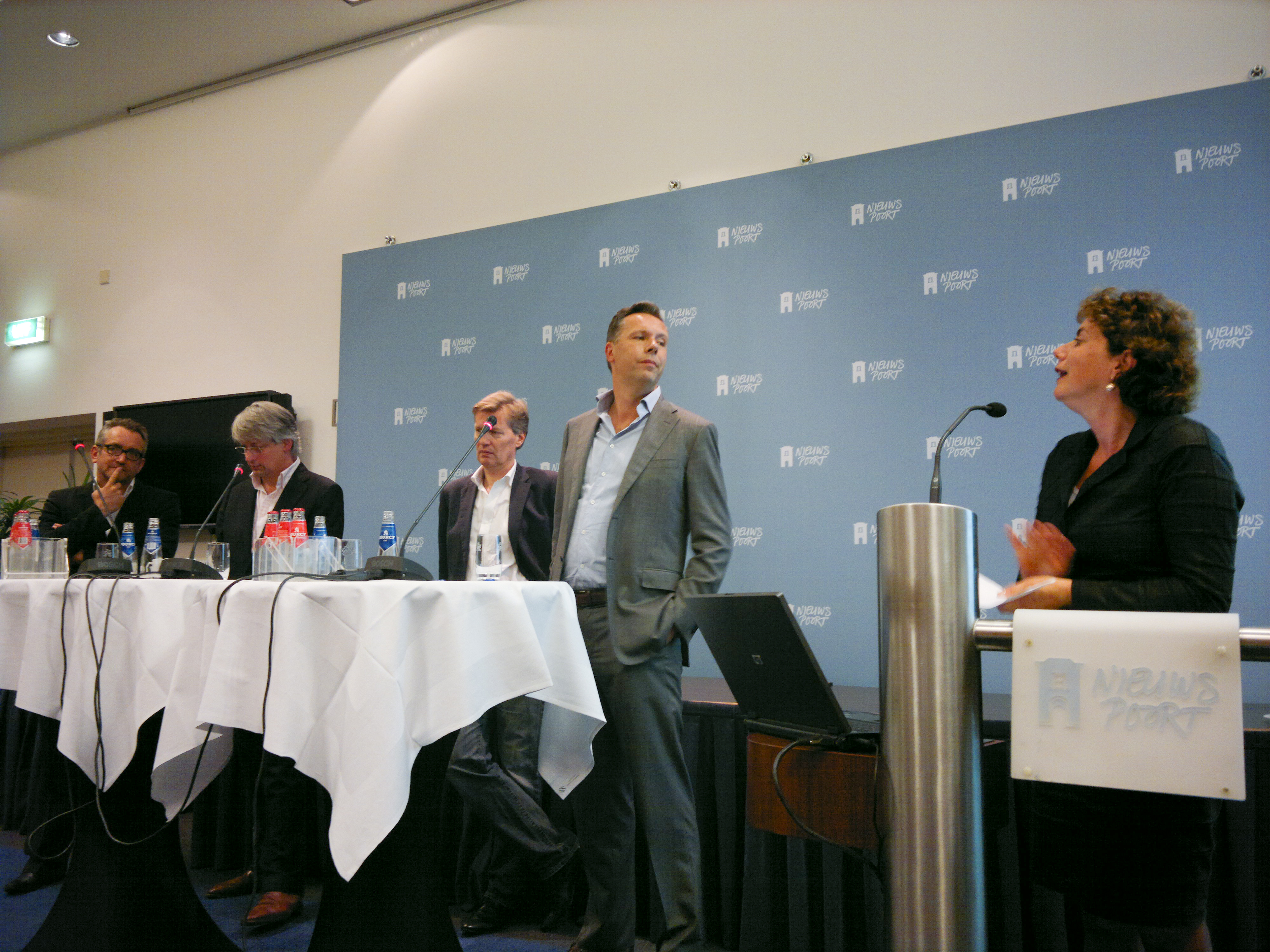
Dibattito tra i redattori nella sala 'Wandelganger' (2011)

Nieuwspoort è una società che si rivolge a politici, lobbisti e giornalisti olandesi in modo che possano incontrarsi in modo informale qui. È anche un luogo in cui si tengono conferenze stampa di politici (in particolare il discorso settimanale del Primo ministro dei Paesi Bassi).

## Storia
Il centro stampa è stato aperto nel 1962 da Jo Cals. Molti incidenti di rilievo hanno avuto luogo qui, tra cui un incidente di pieing durante la pubblicazione del libro di Pim Fortuyn 's De van puinhopen Acht Jaar e l'annuncio del pensionamento di Ayaan Hirsi Ali.